# Kazanów
Kazanów é uma cidade localizada no centro da Polônia. Pertence à voivodia da Mazóvia, no condado de Zwoleń. Fica às margens do rio Iłżanka. É a sede da comuna urbano-rural de Kazanów e da paróquia católica romana da Transfiguração.
Estende-se por uma área de 4,4 km², com 397 habitantes, segundo o censo de 31 de dezembro de 2021, com uma densidade populacional de 90,2 hab./km².
Uma cidade privada da nobreza, fundada em 1556, na segunda metade do século XVI estava localizada no condado de Radom, na voivodia de Sandomierz. Foi privada de seus direitos municipais em 13 de janeiro de 1870 e incorporada à comuna de Miechów, no condado de Iłżec. De 1870 a 1954, foi a sede da comuna rural de Miechów e, de 1954 a 1972, da gromada de Kazanów no recém-criado condado de Zwoleń. Desde 1973, é a sede da comuna de Kazanów. Entre 1975 e 1998, a vila pertenceu administrativamente à voivodia de Radom. Em 1 de janeiro de 2025, Kazanów recuperou os direitos de cidade, tornando-se — com 397 habitantes — a segunda menor cidade da Polônia, depois de Opatowiec.

## Divisão administrativa
| Nome          | Tipo            |
| ------------- | --------------- |
| Pod Kierkutem | parte da cidade |
| Rynek         | parte da cidade |

## História
A cidade de Kazanów foi fundada nas terras da vila de Miechów por Marcin Kazanowski de Grzymała, em virtude de um privilégio concedido pelo rei Sigismundo II Augusto em 1566. Esse evento foi registrado em 1588 nos registros de terras de Radom. O privilégio concedeu à nova cidade os direitos de Magdeburgo e a organização de três feiras em: Epifania do Senhor, Domingo da Santíssima Trindade e dia de São Francisco. A lei instituiu o sábado como dia de mercado. A cidade era pobre, conforme observado pelos cronistas: “...nada cresce além de ervas daninhas, artemísia e cardo selvagem”.
Kazanów sofreu perdas durante o Dilúvio sueco. Na segunda metade do século XVII, a família Głogowski tornou-se a proprietária da cidade. No entanto, já antes de 1683, a cidade foi tomada pela família Strzałkowski do brasão de Ostoja, que solicitou ao rei João III Sobieski privilégios de guilda para Kazanów. Isso não mudou o fato de que a cidade não cresceu e o número de habitantes não ultrapassou 300. Por exemplo, no século XVIII, havia 226 habitantes. A cidade mudava frequentemente de proprietários, entre eles a família Głogowski (brasão de armas Grzymała), a família Chomentowski (brasão de armas Oksza), a família Giebułtowski (brasão de armas Nowina), a família Tarlowski (brasão de armas Topór), a família Wąsowicz (brasão de armas Łabędź), a família Nowosielski (brasão de armas Ślepowron) e a família Kochanowski (brasão de armas Korwin). Com os fundos dos Kochanowskis, uma nova igreja foi construída em 1863. Mais antiga que a igreja era a antiga casa do organista, que foi construída em 1798 como um hospital (asilo).

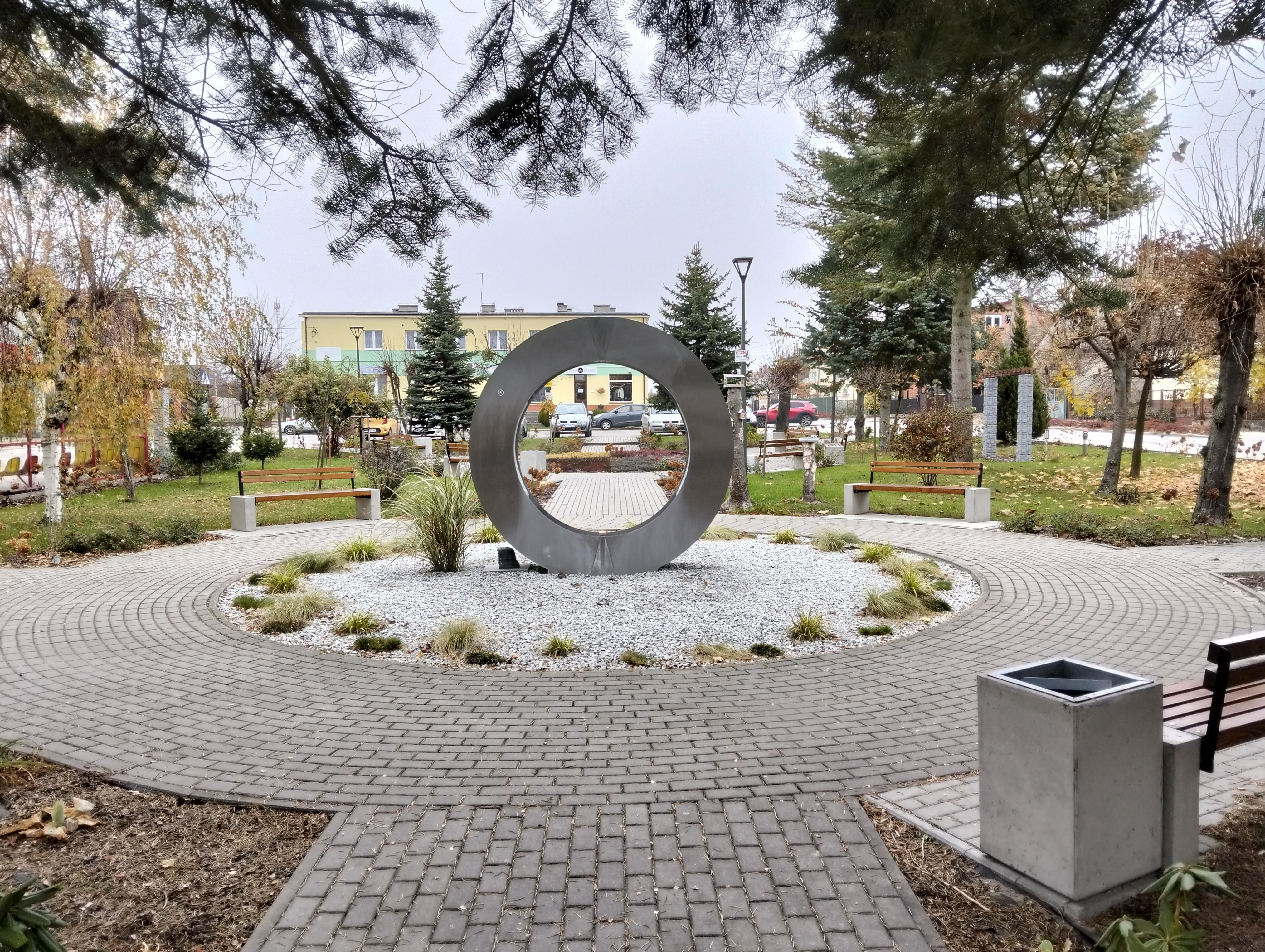
Parte central da praça principal

Segundo os livros da igreja de 1818, a paróquia de Kazanów (Kazanów e Dębnica) tinha 402 fiéis. Em 1827, foi realizado um inventário da cidade, Kazanów tinha 83 casas de madeira, uma igreja de tijolos e uma sinagoga de madeira, e a população era de 601 pessoas, incluindo 205 judeus. Não há registros da criação de uma quarta feira no dia de São Martinho. Isso não alterou o lento declínio de Kazanów, as feiras de sábado foram abandonadas e, a partir de meados do século XIX, todas as feiras. A perda dos direitos municipais logo se seguiu e a prefeitura foi alugada.
Durante a Segunda Guerra Mundial, houve atividade partidária na área de Kazanów. Em 18 de março de 1942, em retaliação ao assassinato de um gendarme alemão, os nazistas executaram os habitantes de Kazanów e arredores. Dezesseis poloneses e 16 judeus foram fuzilados nos bosques próximos à estrada Kazanów — Kroczów Większy (em 1945, um monumento foi erguido nos bosques atrás de Kazanów para homenagear os assassinados em 18 de março de 1942). Em 11 de julho de 1942, a gendarmaria alemã de Iłża realizou assassinatos em massa dos habitantes de Kazanów e seus arredores.

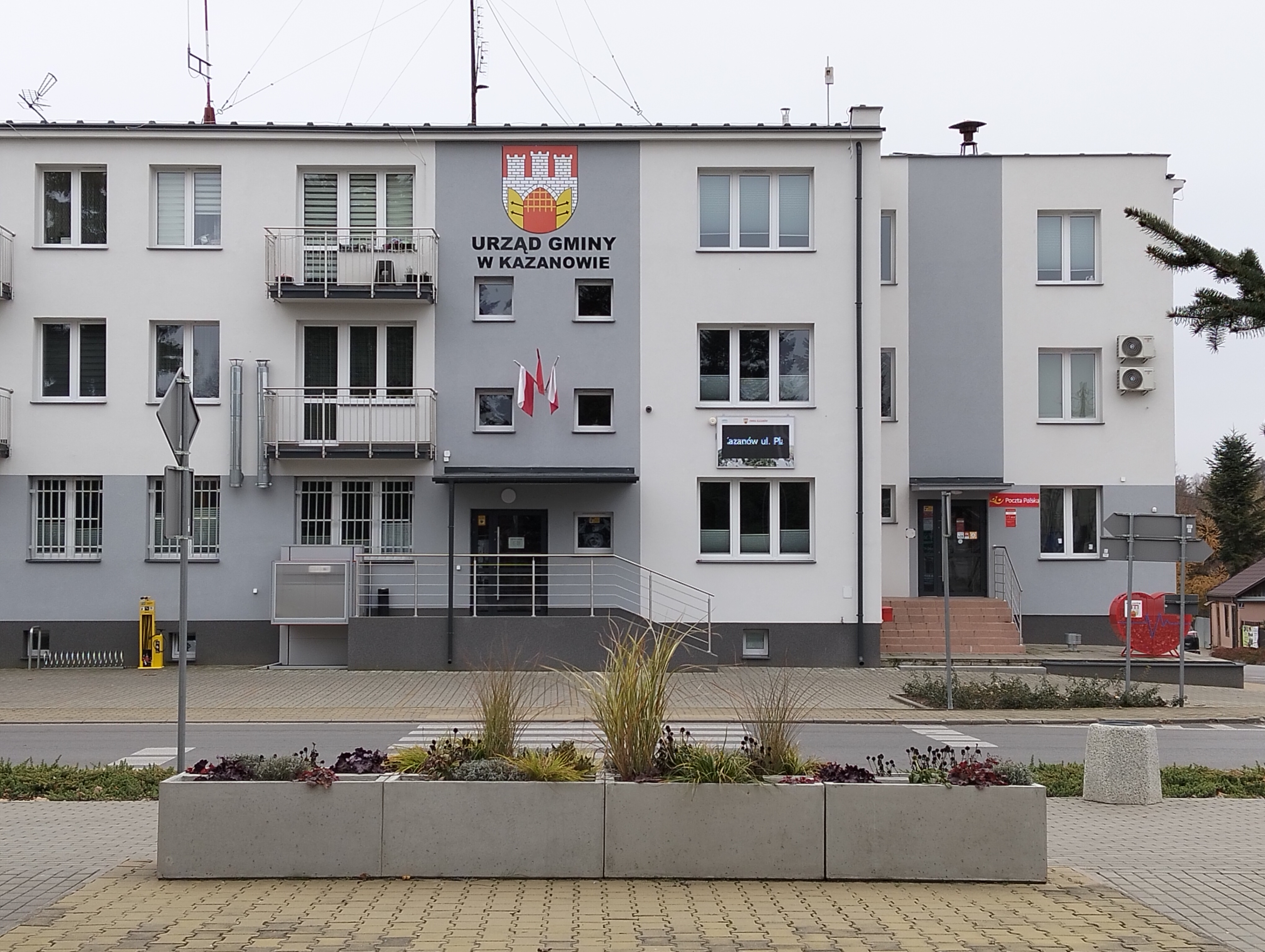
Autoridade municipal

Em 1957, foi inaugurada a Biblioteca Pública Kazanów Gromadzka. Em 1958, foi iniciada a construção do Centro Comunitário, mas, durante o trabalho, a finalidade do prédio foi alterada, convertendo-o em uma escola. O investimento só foi concluído em 1971. Desde 1959, Kazanów tem uma conexão PKS com Radom, e também nessa época a rede elétrica foi conectada. Em 1961, um novo prédio foi colocado em uso, abrigando a presidência do Conselho Nacional de Gromadzka, bem como uma agência dos correios, um posto da Milícia Municipal e uma biblioteca pública. Em 1962, foi inaugurada uma loja de departamentos de cinco andares, com lojas no térreo e os escritórios da cooperativa “Samopomoc Chłopska” no andar térreo. Em 1964, o bar “Nad Iłżanka” foi aberto para uso dos habitantes. Em 1966, o primeiro jardim de infância de Kazanów começou a funcionar.
Em 1970, um monumento foi inaugurado no cemitério local para homenagear os partidários dos Batalhões Camponeses assassinados pelas forças de ocupação durante a Segunda Guerra Mundial. Em 1972, foi realizada a primeira matrícula na Escola Agrícola Básica.
Uma data importante é 1 de janeiro de 1973, quando o município de Kazanów foi criado a partir do antigo do Conselho Nacional de Kazanowa, Kowalków e parte da GRN Odechów sołectwo. Em 1985, o Centro de Saúde Comunitário foi transferido para um novo prédio. Em 1999, foram construídas as instalações do Jardim de Infância Estatal e do Corpo de Bombeiros Voluntários. Em 2000, o Corpo de Bombeiros do Estado foi ampliado e, em 2001, a nova parte do PG foi colocada em uso. Após a reforma administrativa do país, Kazanów passou a pertencer ao condado de Zwoleń da voivodia da Mazóvia.

## Esporte
Kazanów é o lar do clube de futebol “Iłżanka Kazanów” fundado em 1954. Na temporada  2024/2025 disputa a Rapo Classe A, grupo: Radom I.